# Wissembourg
Pour les articles homonymes, voir Weißenburg.
Wissembourg [visɑ̃buʁ], en francique méridional Weisseburch [ˈvaɪsəbʊʁç], en allemand Weissenburg, (autrefois Weissenburgum, Sebusium, Leucopolis), est une commune française située dans la circonscription administrative du Bas-Rhin et, depuis le 1er janvier 2021, dans le territoire de la Collectivité européenne d'Alsace, en région Grand Est.
Cette commune se trouve dans la région historique et culturelle d'Alsace.
Ses habitants sont appelés les Wissembourgeois.
Elle avait le statut de sous-préfecture jusqu'au 1er janvier 2015, date du rattachement de l'arrondissement avec celui de Haguenau pour former l'arrondissement de Haguenau-Wissembourg.

## Géographie

Représentations cartographiques de la commune
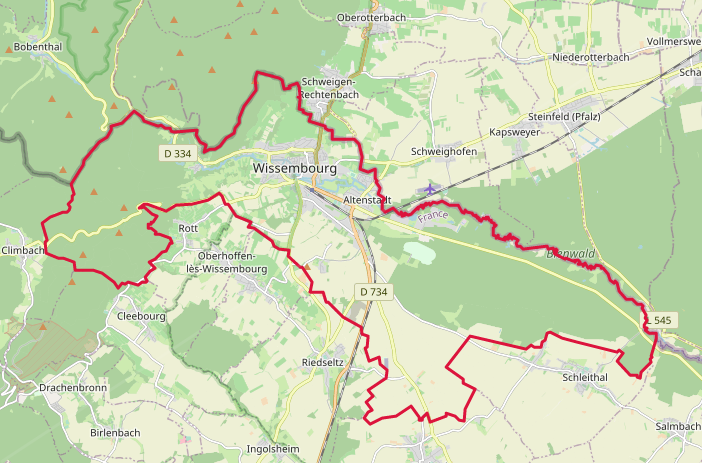
Carte OpenStreetMap.
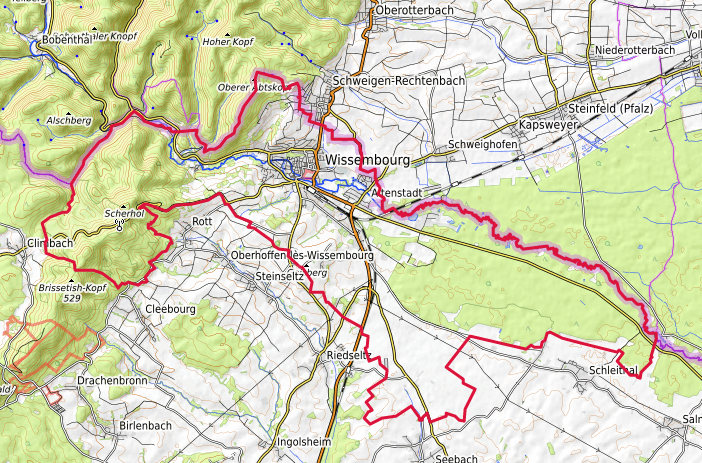
Carte topographique.

### Localisation
Wissembourg est située à l'extrême nord de l'Alsace, à la pointe nord-est de la France. Elle possède une frontière commune avec l'Allemagne (Land de Rhénanie-Palatinat). La commune est traversée par la Lauter, affluent gauche du Rhin, qui prend sa source en Allemagne.
Wissembourg est aussi éloigné à vol d'oiseau de Kaliningrad (ancienne Königsberg) que de Hendaye dans les Pyrénées-Atlantiques, soit 987 km.
Le centre-ville, ainsi que la partie ouest du ban communal, sont rattachés au parc naturel régional des Vosges du Nord, ce qui confère à la commune le titre de « ville-porte du parc ».
Wissembourg administre également la forêt du Mundat, située en territoire allemand.

### Communes limitrophes
Les communes limitrophes sont Riedseltz, Cleebourg, Climbach, Oberhoffen-lès-Wissembourg, Seebach, Rott, Salmbach, Schleithal, Steinseltz, Schweigen-Rechtenbach, Schweighofen, Kapsweyer, Steinfeld, Bobenthal et Scheibenhardt.
|                | Bobenthal ( Allemagne) Schweigen-Rechtenbach ( Allemagne) |                     |
| Climbach       | Wissembourg                                               | Salmbach Schleithal |
| Rott Cleebourg | Oberhoffen-lès-Wissembourg Steinseltz Riedseltz           | Seebach             |

### Géologie et relief

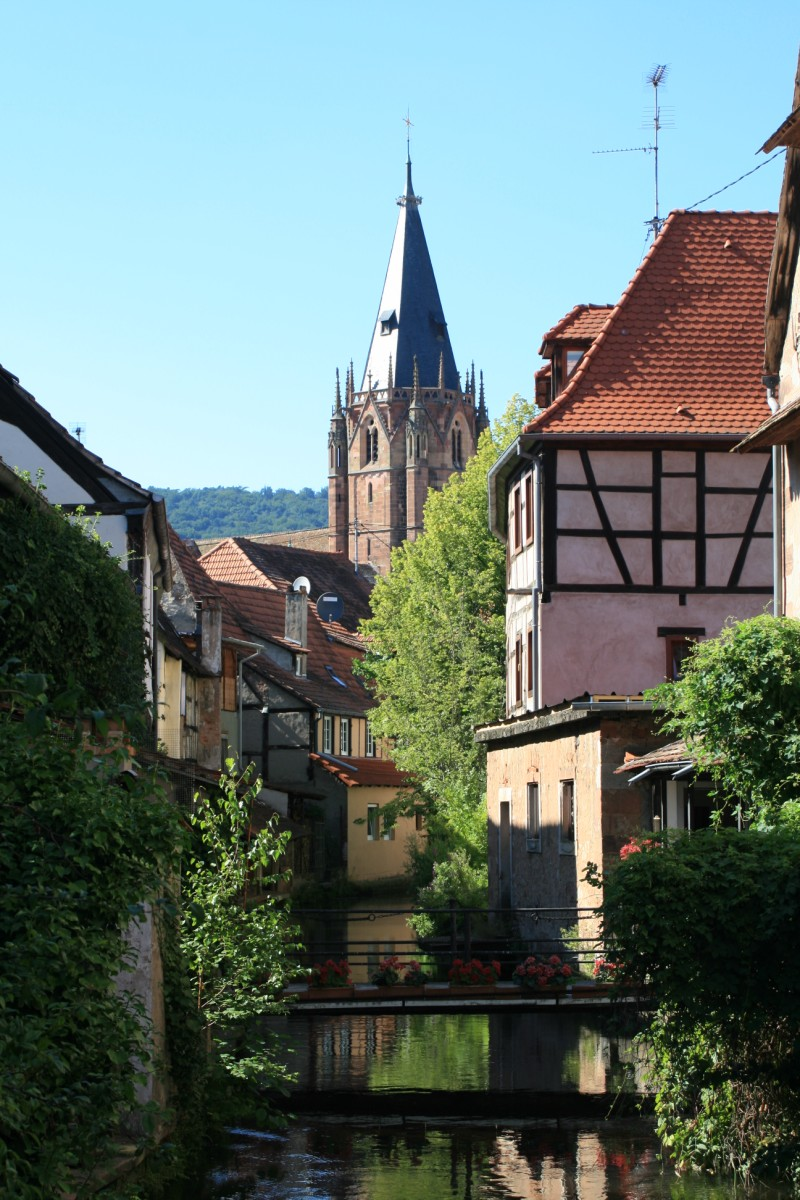
Vue de Wissembourg et du clocher de l'église Saint-Pierre-et-Paul.

La commune se compose de 535,77 hectares de territoires artificialisés (11,13 %), 1 756,98 hectares de territoires agricoles (36,50 %) et 2 520,81 hectares de forêts et milieux semi-naturels (52,36 %).
Espaces naturels :
- Six sept espaces protégés hors Natura 2000,
- Un espace protégé Natura 2000 :

La Lauter.
- Trois zones naturelles d'intérêt écologique, faunistique et floristique (Znieff) :

Basse forêt du Mundat et marais d'Altenstadt à Wissembourg,
Vallée de la Lauter en amont de Wissembourg,
Vallée de la Lauter de Wissenbourg à Scheibenhard.
- Inventaire national du patrimoine géologique :

Carrières de sables et d'argiles du Pliocène à Riedseltz.
- Sites bioarchéologiques :

Extension de la ZAE sud-est,
Poudrière (3 rue de la).
Lors de l'effondrement du fossé rhénan, les terrains jurassiques ont été érodés. Au sud des Vosges, l'érosion s'est poursuivie, s'attaquant également aux terrains triasiques, mettant le socle hercynien à nu, alors qu'au nord des Vosges, les terrains triasiques recouvrent encore le socle.
Seuls  des affleurements de granite à Windstein, et des affleurements de grauwacke à Weiler, lieu-dit de Wissembourg, laissent entrevoir le socle.
Hydrogéologie et climatologie : Système d’information pour la gestion de l’Aquifère rhénan :
Territoire communal : Occupation du sol (Corinne Land Cover); Cours d'eau (BD Carthage),
Géologie : Carte géologique; Coupes géologiques et techniques,
 Hydrogéologie : Masses d'eau souterraine; BD Lisa; Cartes piézométriques.

### Sismicité
Commune située dans une zone 3 de sismicité modérée.

### Hydrographie et les eaux souterraines
Hydrogéologie et climatologie : Système d’information pour la gestion des eaux souterraines du bassin Rhin-Meuse :
Territoire communal : Occupation du sol (Corinne Land Cover); Cours d'eau (BD Carthage),
Géologie : Carte géologique; Coupes géologiques et techniques,
 Hydrogéologie : Masses d'eau souterraine; BD Lisa; Cartes piézométriques.

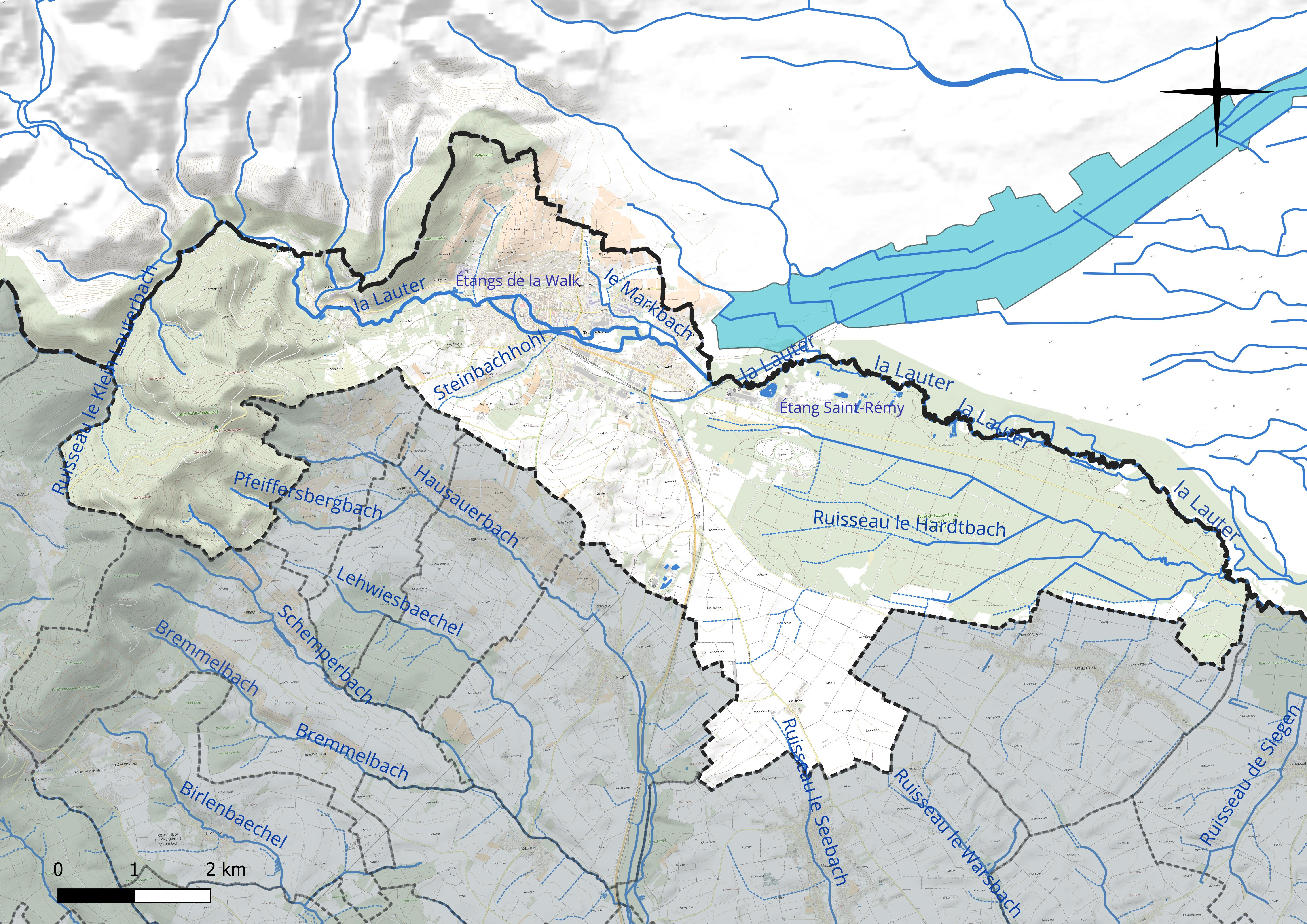
Réseau hydrographique de Wissembourg.

La commune est dans le bassin versant du Rhin au sein du bassin Rhin-Meuse. Elle est drainée par la Lauter, le ruisseau le Seebach, le ruisseau Hasselbach, le ruisseau Kuchenbaechel, le ruisseau le Hardtbach, le ruisseau le Klein Lauterbach, le ruisseau Pfeifersberg et le ruisseau Steinbachhohl,.
La Lauter, d'une longueur de 39 km, prend sa source dans la commune  et se jette  dans le Rhin en rive gauche en Allemagne, peu après Lauterbourg. Les caractéristiques hydrologiques de la Lauter sont données par la station hydrologique située sur la commune. Le débit moyen mensuel est de 2,41 m3/s. Le débit moyen journalier maximum est de 16 m3/s, atteint lors de la crue du 26 février 1997. Le débit instantané maximal est quant à lui de 18,4 m3/s, atteint le même jour.
Le Seebach, d'une longueur de 11 km, prend sa source dans la commune  et se jette  dans le Seltzbach à Buhl, après avoir traversé cinq communes.
Deux plans d'eau complètent le réseau hydrographique : les étangs de la Walk (0,4 ha) et l'étang Saint-Rémy (0,9 ha),.

### Climat
Pour des articles plus généraux, voir Climat du Grand Est et Climat du Bas-Rhin.
En 2010, le climat de la commune est de type climat des marges montargnardes, selon une étude du Centre national de la recherche scientifique s'appuyant sur une série de données couvrant la période 1971-2000. En 2020, Météo-France publie une typologie des climats de la France métropolitaine dans laquelle la commune est exposée à un climat semi-continental et est dans la région climatique Alsace, caractérisée par une pluviométrie faible, particulièrement en automne et en hiver, un été chaud et bien ensoleillé, une humidité de l’air basse au printemps et en été, des vents faibles et des brouillards fréquents en automne (25 à 30 jours).
Pour la période 1971-2000, la température annuelle moyenne est de 10,4 °C, avec une amplitude thermique annuelle de 17,9 °C. Le cumul annuel moyen de précipitations est de 741 mm, avec 9,7 jours de précipitations en janvier et 10,9 jours en juillet. Pour la période 1991-2020, la température moyenne annuelle observée sur la station météorologique de Météo-France la plus proche, « Preuschdorf », sur la commune de Preuschdorf à 15 km à vol d'oiseau, est de 11,3 °C et le cumul annuel moyen de précipitations est de 834,2 mm. 
La température maximale relevée sur cette station est de 39,8 °C, atteinte le 4 juillet 2015 ; la température minimale est de −19,9 °C, atteinte le 8 janvier 1985,,.
Les paramètres climatiques de la commune ont été estimés pour le milieu du siècle (2041-2070) selon différents scénarios d'émission de gaz à effet de serre à partir des nouvelles projections climatiques de référence DRIAS-2020. Ils sont consultables sur un site dédié publié par Météo-France en novembre 2022.

## Urbanisme

### Typologie
Au 1er janvier 2024, Wissembourg est catégorisée petite ville, selon la nouvelle grille communale de densité à sept niveaux définie par l'Insee en 2022.
Elle appartient à l'unité urbaine de Wissembourg (partie française), une agglomération internationale constituant une ville isolée,. Par ailleurs la commune fait partie de l'aire d'attraction de Wissembourg (partie française), dont elle est la commune-centre,. Cette aire, qui regroupe 11 communes, est catégorisée dans les aires de moins de 50 000 habitants,.

### Occupation des sols

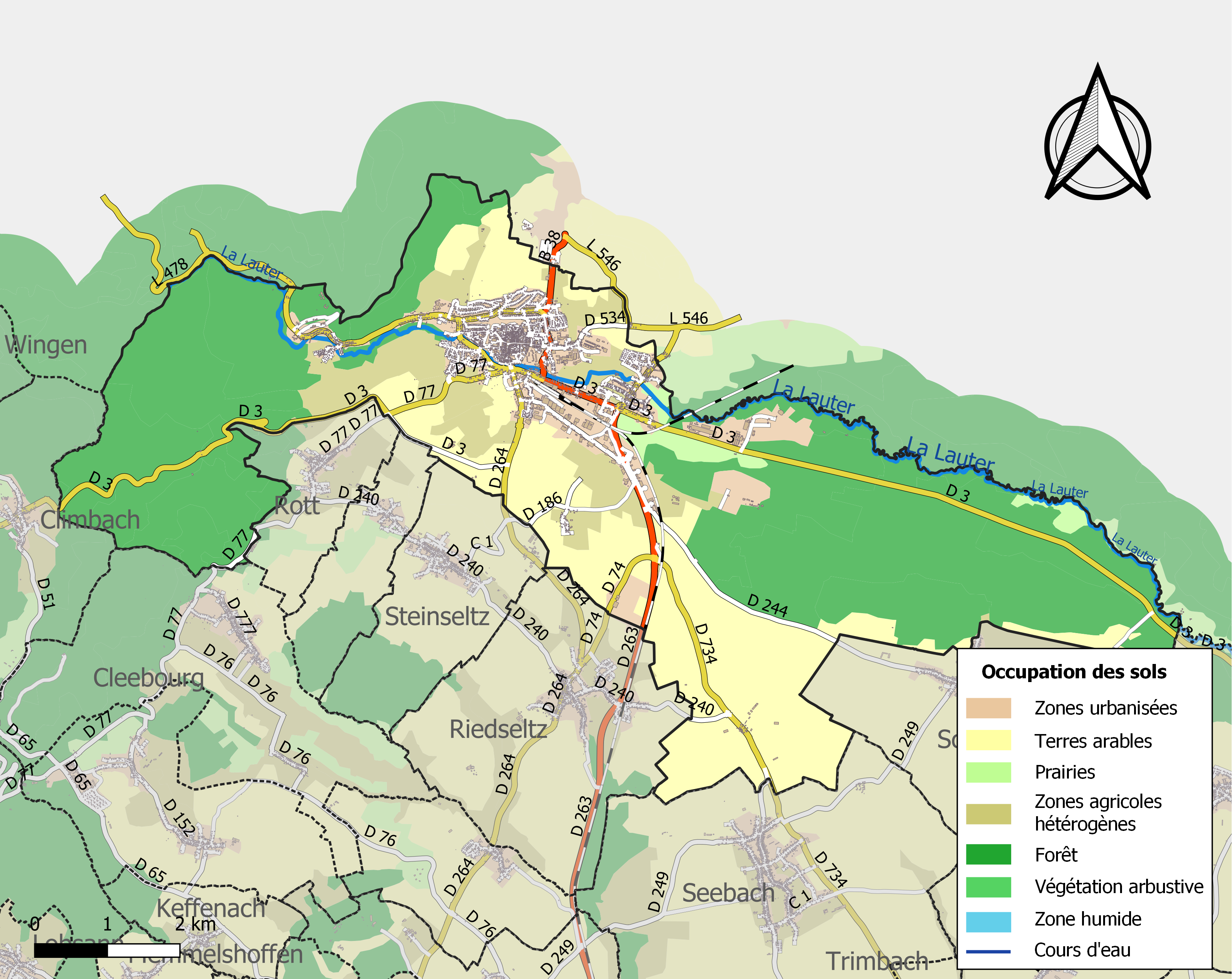
Carte des infrastructures et de l'occupation des sols de la commune en 2018 (CLC).

L'occupation des sols de la commune, telle qu'elle ressort de la base de données européenne d’occupation biophysique des sols Corine Land Cover (CLC), est marquée par l'importance des forêts et milieux semi-naturels (52,1 % en 2018), une proportion sensiblement équivalente à celle de 1990 (51,4 %). La répartition détaillée en 2018 est la suivante : forêts (52,1 %), terres arables (22,1 %), zones agricoles hétérogènes (9,3 %), zones urbanisées (5,7 %), zones industrielles ou commerciales et réseaux de communication (4,2 %), cultures permanentes (3,4 %), prairies (2 %), espaces verts artificialisés, non agricoles (0,7 %), mines, décharges et chantiers (0,6 %). L'évolution de l’occupation des sols de la commune et de ses infrastructures peut être observée sur les différentes représentations cartographiques du territoire : la carte de Cassini (XVIIIe siècle), la carte d'état-major (1820-1866) et les cartes ou photos aériennes de l'IGN pour la période actuelle (1950 à aujourd'hui).
Commune couverte par le plan local d'urbanisme intercommunal de la Communauté du Pays de Wissembourg.

### Écarts et lieux-dits
- Altenstadt, un village à part entière de 1 012 habitants et qui a fusionné avec Wissembourg en 1974 ;
- Geisberg, avec implantation mennonite ;
- Geitershof ;
- Weiler ;
- Welschdorf.

### Voies de communications et transports

#### Voies routières
- D 264 vers Schweigen-Rochtenbach[33].
- D 77 vers Rott > D 3 vers Climbazch.
- Traversée par l'itinéraire cyclable de la Lauter (Lauterbourg – Dahn) et par un des chemins de Compostelle en provenance de Rhénanie-Palatinat, elle est ville départ du sentier de grande randonnée 53 (rectangle rouge) qui, par les crêtes des Vosges, rallie Masevaux, à l'extrémité sud.

#### Transports en commun
- Transports en Alsace.
- Fluo Grand Est.

#### Lignes SNCF

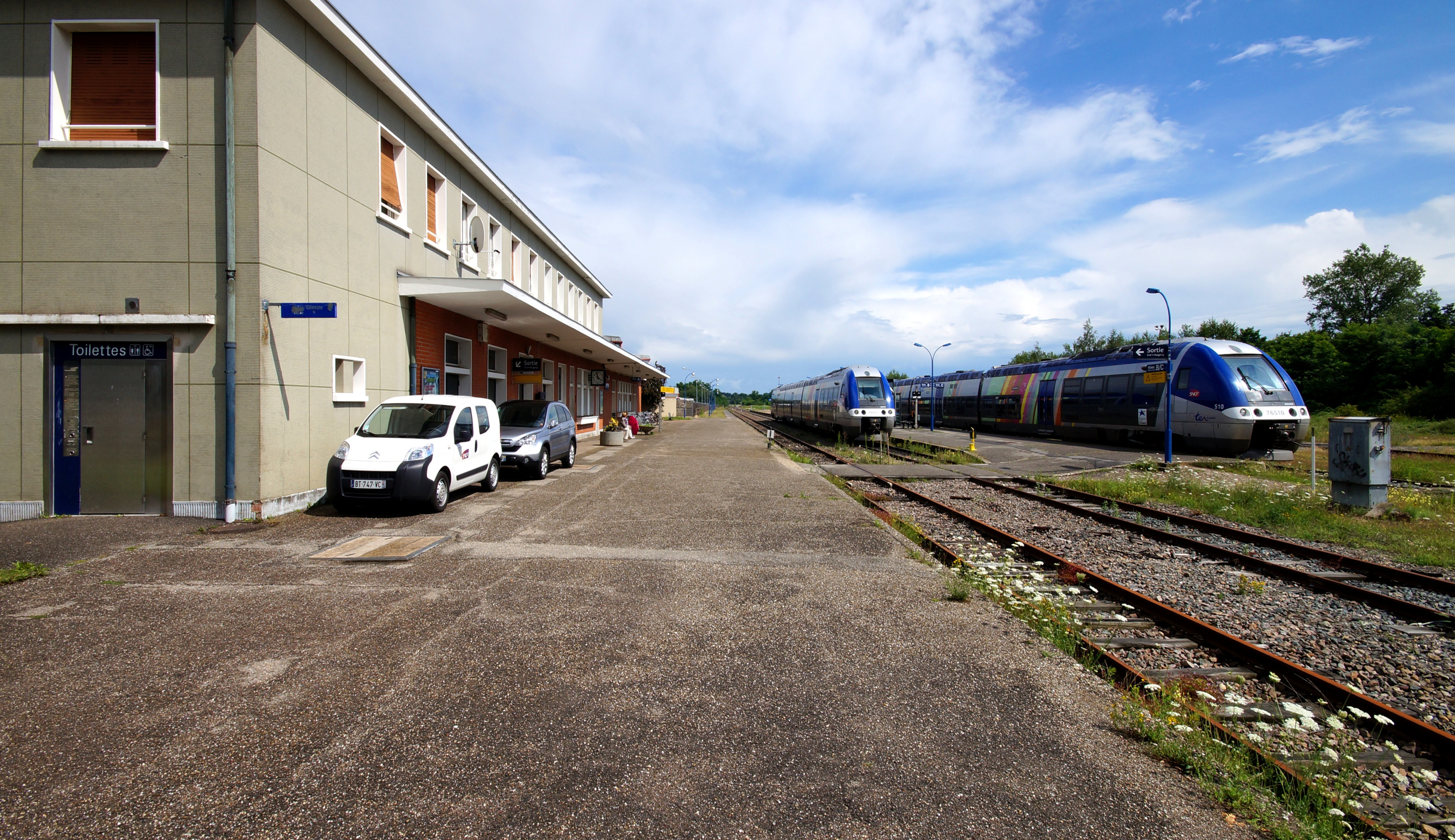
Gare de Wissembourg.

- La gare de Wissembourg se trouve sur l'axe ferroviaire Strasbourg – Landau in der Pfalz via Haguenau.
- Gare de Riedseltz.
- Gare de Hunspach.
- Gare de Hoffen.
- Gare de Soultz-sous-Forêts.

#### Transports aériens
- Aéroport de Karlsruhe Baden-Baden

## Toponymie
- Le nom latin, utilisé dans les sources ecclésiastiques, était Sebusium[34].
- D'un nom de personne germanique Wizzo(n) + burg[35].
- Anciennes mentions : Wizunburg (774)[35], Wizenburg (780)[35], Wissembourg (1793)[36], Vissembourg (XIXe siècle).
- Au XVIIIe siècle, les Allemands, pour distinguer ce Wissembourg de plusieurs autres lieux du même nom, l'appelaient Kronweissenbourg[37].
- Waisseburch ou Weisseburch en francique méridional, Wisseburi en alémanique, Weißenburg en allemand.[réf. nécessaire]

## Histoire

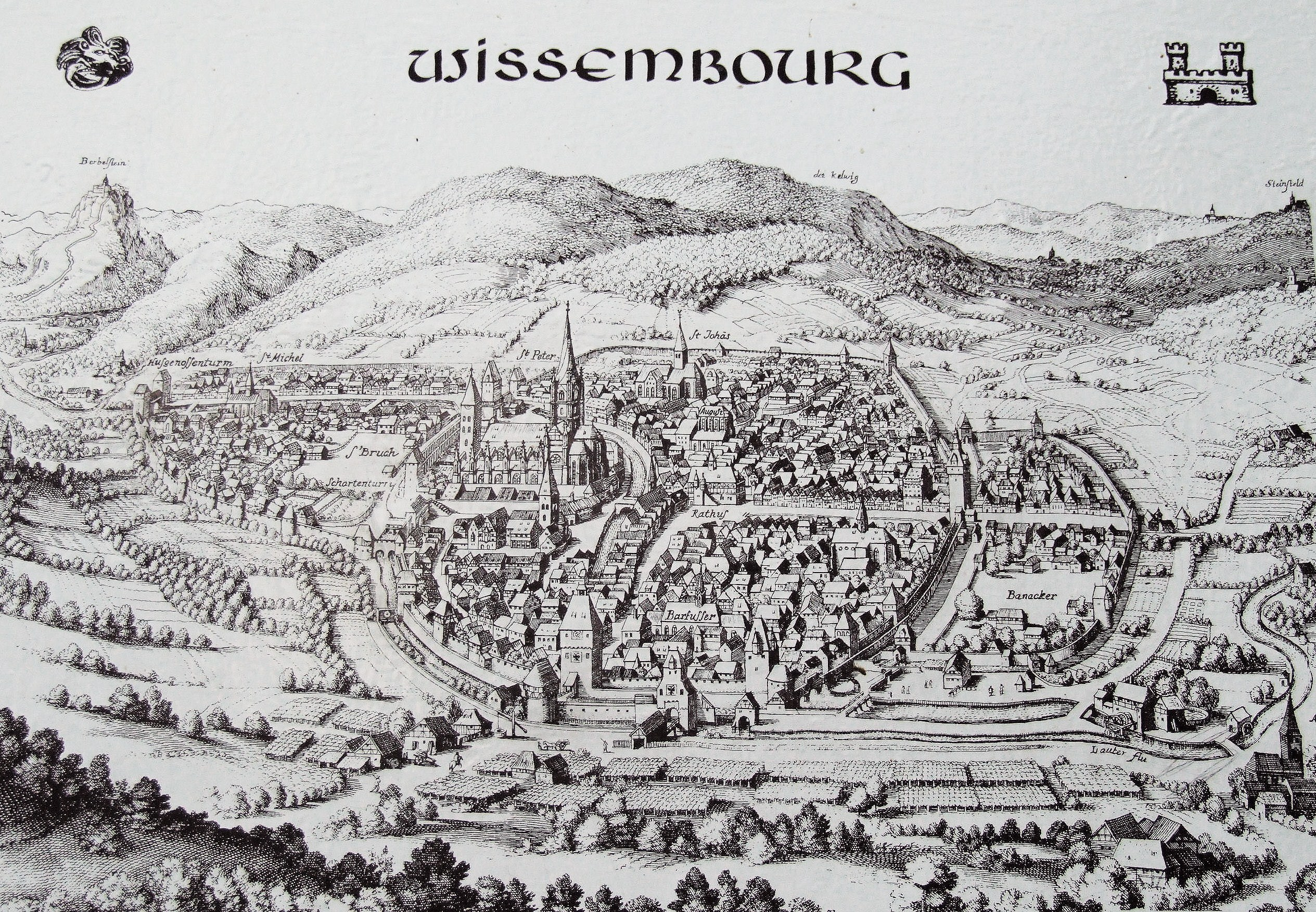
Wissembourg au XVIIe siècle.

- L'abbaye Saint-Pierre-et-Saint-Paul est fondée sur le site au VIIe siècle par des nobles austrasiens sur une île de la Lauter. Saint Pirmin y a introduit la règle de saint Benoît. Elle s'éleva bientôt à la tête d'un vaste domaine de plus de 200 km2, et s’enrichit au point de devenir l’abbaye la plus riche d’Alsace et d'obtenir le rang de principauté en 974.
- Le XIe siècle est marqué par la construction d’une église romane, dont il subsiste le clocher-beffroi.
- Pendant le XIIe siècle et le XIIIe siècle, le village qui naît autour de l'abbaye s'étend rapidement et cherche à s'émanciper de sa tutelle, d'où de nombreux conflits.
- La ville obtient d'avoir des membres au conseil et atteint alors son apogée. Sa richesse lui vient de la production de draps, de vins et de châtaignes.
- Au XIVe siècle, Wissembourg accentue son indépendance vis-à-vis de l’abbaye, et la ville devient membre de la Décapole en 1354. Ses dirigeants refusent alors de prêter allégeance au nouvel abbé.
- À la mort de l'abbé Philippe d'Erpach, en 1469, il laissa l'abbaye considérablement endettée. Le nouvel abbé, Jean de Bruck, essaya de relever l'abbaye. Cependant le comte palatin Frédéric Ier le Victorieux, landvogt de Haguenau, décida d'intervenir en tant que préfet de la Décapole. Il envoya dans l'abbaye des inspecteurs et des moines de la congrégation de Burckfeld. Mais l'abbé décida de se retirer au château de Drachenfels avec le prieur Antoine de Linange. Les interventions des moines remirent en cause les biens-fonds que possédaient des bourgeois de Wissembourg qui se révoltèrent et chassèrent les hommes du comte palatin. Ils demandèrent alors à l'abbé de revenir à Wissembourg. Les dégâts importants qui en résultèrent sur les biens poussèrent les deux partis à discuter en février 1470. Cependant l'empereur Frédéric III attisa le conflit. En décembre 1471, la paix fut conclue. L'abbé Jean de Bruck et son prieur restèrent en place, mais aussi les moines réformateurs.
- Ces différents conflits mènent au XVe siècle à la destruction de la ville par le comte palatin, allié de l’abbaye. Le comte palatin décida d'assiéger la ville et de la bombarder.
- De 1485 à 1503, le chevalier Hans von Trotha, grand maréchal du comte palatin Philippe l'Ingénu, tyrannisa les habitants de Wissembourg. Il est à l'origine de la légende de Hans Trapp.
- Au XVIe siècle, la Réforme fait son apparition dans la ville et connaît un grand succès. Arrive alors une période sombre : Guerre des paysans en Alsace et en Lorraine (1525), guerre de Trente Ans et les passages des multiples armées. En 1648, il ne lui reste plus alors que 140 habitants.
- À la signature du deuxième traité de Westphalie en 1648, qui clôt cette guerre de Trente Ans, la France considère que les villes de la Décapole, dont Wissembourg, passent sous sa domination (avec les possessions des Habsbourg en Alsace, et non toute l'Alsace comme on le voit souvent écrit). Ce traité de Münster, en effet, est ambigu et sujet à interprétation. Cependant, la Décapole n'entend nullement se soumettre aux Français, et ses villes refusent de reconnaître Louis XIV comme leur souverain. Il s'ensuivra une sévère campagne militaire de mise au pas, et Wissembourg sera prise, incendiée et pillée le 25 janvier 1677. Elle finira alors, avec ses consœurs de la Décapole, par se soumettre à la France en 1680, le Saint-Empire romain germanique n'ayant pas pu les secourir.

Carte de Wissembourg (vers 1750)

- Stanislas Leszczynski, roi de Pologne en exil, séjourne à Wissembourg de 1719 à 1725, avec sa famille, notamment sa fille Marie. Ils sont hébergés dans une maison prêtée par le bailli Weber, ensuite appelée palais Stanislas. Protégé par le duc de Bourbon, principal ministre depuis la mort du Régent, Stanislas envisage de lui faire épouser Marie. Mais, en 1725, le duc d'Antin arrive de Paris et annonce que c'est Louis XV, le roi de France (âgé de 15 ans), qui a pour se marier fixé son choix sur Marie (22 ans).
Un mariage par procuration (le roi est représenté par Louis d'Orléans) a lieu à la cathédrale de Strasbourg le 15 août (Marie devient dès cette date la reine), avant la cérémonie définitive, le 5 septembre, à Fontainebleau.
- À la Révolution, les moines sont expulsés et les biens de l’abbaye sont vendus.

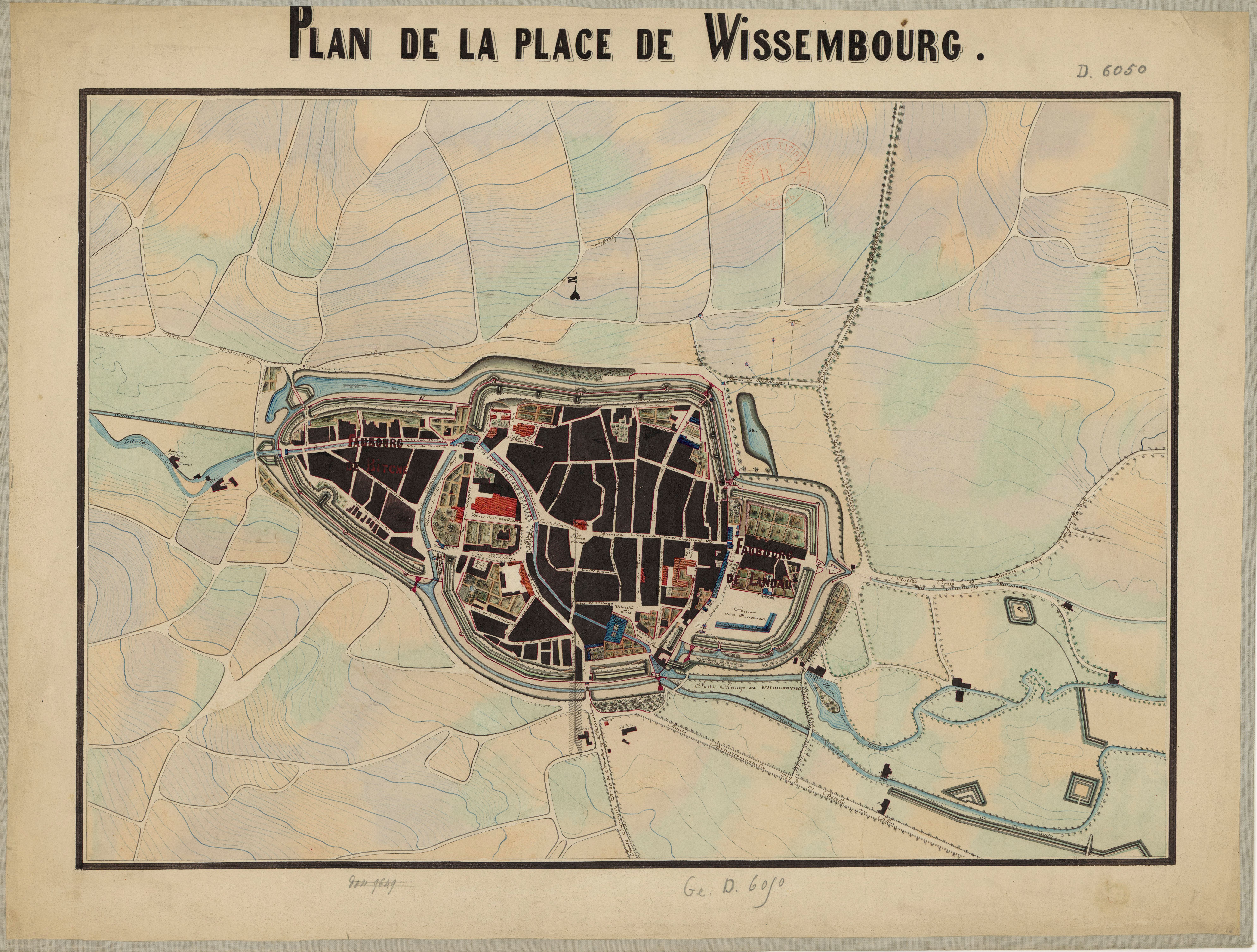
Wissembourg au XIXe siècle (plan du commandant Delaperche, vers 1853).

- La bataille de Wissembourg (décembre 1793) fut une bataille de la Révolution française. Elle est inscrite en hommage sur l'Arc de Triomphe.

- La bataille de Wissembourg (1870), qui fut la première des batailles de la guerre de 1870, a lieu sur les hauteurs au sud de la ville, le 4 août, sur le Geisberg. À l'issue de la guerre et de la défaite de la France, l’Alsace et la ville deviennent allemandes[38]. Son histoire suit depuis lors celle du reste de l’Alsace.
- Pendant l'hiver 1944-1945, Wissembourg a été endommagée par les tirs d'artillerie et les combats qui se sont déroulés dans la région. Libérée une première fois le 16 décembre 1944, puis reprise par les Allemands, la ville n'a été définitivement reconquise que le 19 mars 1945, par l'opération Undertone de la 7e armée du général Patch.

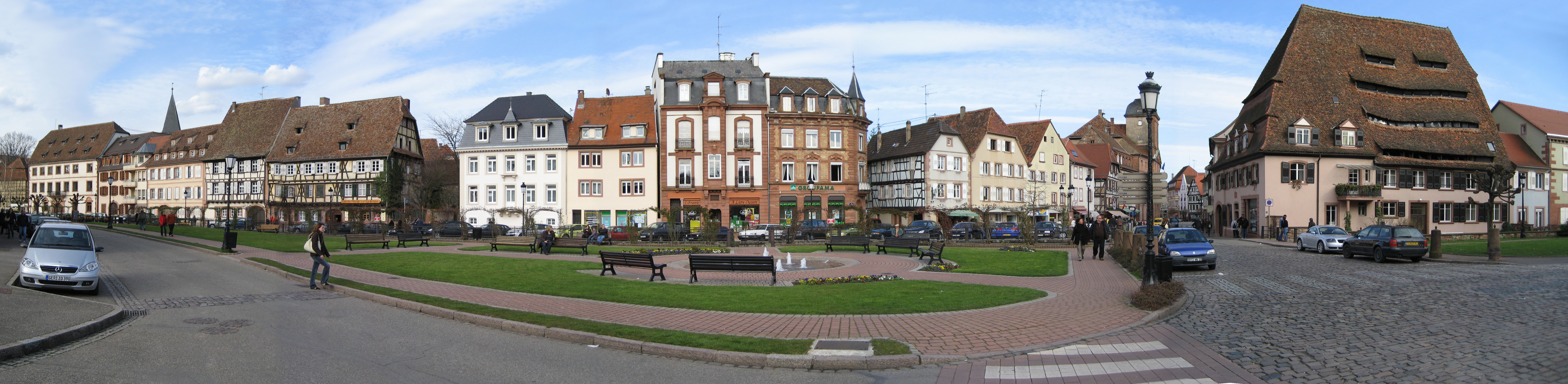
Vue panoramique partielle de Wissembourg avec, tout à droite, la maison du Sel (XVe siècle).

### Histoire postale

Lettre de 1868 avec le cachet Gros Chiffre 4345.

Un bureau de poste a été créé à Wissembourg en 1648.
À partir de 1792, ce bureau utilise des marques postales linéaires qui sont libellées avec le numéro 67 (par exemple 67 WISSEMBOURG - on trouve également des marques un peu plus rares avec l'orthographe 67 WEISSEMBOURG). Les premiers cachets à date apparaissent en 1831.
En 1852, la poste affecte le numéro de cachet petit chiffre 3693 à Wissembourg. En 1862, ce numéro est remplacé par le cachet « Gros Chiffres » 4345 (voir figure). En 1872, à la suite de l'annexion par l'Allemagne, ce numéro est affecté à la commune de Saint-Just-la-Pendue.

## Politique et administration

### Liste des maires
| Période                                  | Période      | Identité                     | Étiquette     | Qualité |
| ---------------------------------------- | ------------ | ---------------------------- | ------------- | --- |
| Les données manquantes sont à compléter. |              |                              |               | |
| mai 1945                                 | 1946         | Joseph Ritter (1899-1982)    | MRP           | Médecin Conseiller général de Wissembourg (1945 → 1973) |
| 1946                                     | 1958         | Louis Schumacher             |               | Chef de gare |
| 1959                                     | 1966         | Charles Arbogast (1913-1966) |               | Professeur de mathématiques en lycée Chevalier des Palmes académiques |
| septembre 1966                           | mars 1989    | Alfred Zoog (1914-1991)      | UDR puis RPR  | Comptable agréé Adjoint au maire (1959 → 1966) Conseiller général de Wissembourg (1973 → 1985) Chevalier de l'Ordre national du Mérite, officier des Palmes académiques                                                                                          |
| mars 1989                                | mars 2008    | Pierre Bertrand (1947-2017)  | RPR puis UMP  | Directeur d'une entreprise de transport de voyageurs Conseiller général de Wissembourg (1985 → 2015) 1er vice-président du conseil général (2001 → 2008) Vice-président du conseil général (1992 → 2015) Suppléant du député François Grussenmeyer (1988 → 1993) |
| mars 2008                                | juillet 2020 | Christian Gliech             | DVG puis LREM | Chef d'entreprise 1er vice-président de la CC du Pays de Wissembourg (? → 2020) |
| juillet 2020                             | En cours     | Sandra Fischer-Junck         | SE            | Infirmière libérale 1re vice-présidente de la CC du Pays de Wissembourg (2020 → ) |

### Budget et fiscalité 2023
En 2023, le budget de la commune était constitué ainsi :
- total des produits de fonctionnement : 12 586 000 €, soit 1 633 € par habitant ;
- total des charges de fonctionnement : 11 268 000 €, soit 1 462 € par habitant ;
- total des ressources d'investissement : 4 241 000 €, soit 550 € par habitant ;
- total des emplois d'investissement : 4 178 000 €, soit 542 € par habitant ;
- endettement : 7 745 000 €, soit 1 005 € par habitant.

Avec les taux de fiscalité suivants :
- taxe d'habitation : 23,73 % ;
- taxe foncière sur les propriétés bâties : 30,11 % ;
- taxe foncière sur les propriétés non bâties : 73,62 % ;
- taxe additionnelle à la taxe foncière sur les propriétés non bâties : 45,11 % ;
- cotisation foncière des entreprises : 21,53 %.

Chiffres clés Revenus et pauvreté des ménages en 2021 : médiane en 2021 du revenu disponible, par unité de consommation : 23 000 €.
Taux de chômage des 15 à 64 ans en 2021 : 9,6 %.

## Population et société

### Démographie

#### Pyramide des âges
L'évolution du nombre d'habitants est connue à travers les recensements de la population effectués dans la commune depuis 1793. Pour les communes de moins de 10 000 habitants, une enquête de recensement portant sur toute la population est réalisée tous les cinq ans, les populations de référence des années intermédiaires étant quant à elles estimées par interpolation ou extrapolation. Pour la commune, le premier recensement exhaustif entrant dans le cadre du nouveau dispositif a été réalisé en 2007.

En 2022, la commune comptait 7 541 habitants, en évolution de −0,78 % par rapport à 2016 (Bas-Rhin : +3,17 %, France hors Mayotte : +2,11 %).
| 1793  | 1800  | 1806  | 1821  | 1831  | 1836  | 1841  | 1846  | 1851  |
| ----- | ----- | ----- | ----- | ----- | ----- | ----- | ----- | ----- |
| 3 685 | 4 097 | 4 763 | 5 696 | 6 097 | 6 245 | 6 811 | 6 884 | 6 550 |

| 1856  | 1861  | 1866  | 1871  | 1875  | 1880  | 1885  | 1890  | 1895  |
| ----- | ----- | ----- | ----- | ----- | ----- | ----- | ----- | ----- |
| 5 784 | 5 376 | 5 570 | 5 886 | 6 152 | 6 185 | 5 968 | 5 846 | 6 260 |

| 1900  | 1905  | 1910  | 1921  | 1926  | 1931  | 1936  | 1946  | 1954  |
| ----- | ----- | ----- | ----- | ----- | ----- | ----- | ----- | ----- |
| 6 946 | 6 788 | 6 772 | 5 116 | 5 332 | 5 336 | 5 738 | 4 779 | 4 940 |

| 1962  | 1968  | 1975  | 1982  | 1990  | 1999  | 2006  | 2007  | 2012  |
| ----- | ----- | ----- | ----- | ----- | ----- | ----- | ----- | ----- |
| 5 278 | 5 704 | 6 784 | 7 311 | 7 443 | 8 170 | 8 008 | 7 978 | 7 757 |

| 2017  | 2022  | - | - | - | - | - | - | - |
| ----- | ----- | - | - | - | - | - | - | - |
| 7 537 | 7 541 | - | - | - | - | - | - | - |

### Enseignement
Établissements d'enseignements :
- Écoles maternelle et primaire,
- Collèges,
- Lycées.

### Santé
Professionnels et établissements de santé :
- Médecins,
- Pharmacies,
- Centre Hospitalier Intercommunal de la Lauter de Wissembourg.
- Hôpitaux à Niederbronn-les-Bains, Haguenau.

### Cultes
- Culte protestant, Paroisse protestante de Wissembourg[56].
- Culte catholique, Paroisse de Wissembourg[57], Diocèse de Strasbourg.
- Culte évangélique, Église évangélique de Wissembourg, rue de la Pépinière[58]
- Culte évangélique mennonite, Église évangélique mennonite du Geisberg[59]

### Patrimoine religieux
- Abbatiale Saint-Pierre et Saint-Paul, avenue de la Sous-Préfecture.
- Chapelle Notre-Dame dite Maria-G'Hör, rue de la Vallée  au Weiler.
- Ancienne église des Dominicains, rue des Dominicains.
- Église Saint-André, rue de la Vallée au Weiler)
- Église luthérienne Saint-Jean, rue Saint-Jean.
- Église Saint-Ulrich, rue Principale au Altenstadt.
- Chapelle romane, Chapelle Saint-Pierre-et-Saint-Paul, rue du Chapitre.

## Économie

### Entreprises et commerces

#### Agriculture
- Agriculteurs, éleveurs, viticulture (Cave de Cleebourg).
- Sylviculture et exploitation forestière.
- Culture et production animale.

#### Tourisme
- Hôtels[60]
- Restaurants[61]
- Chambres d'hôtes
- Randonnée pédestre :
  - Départ du sentier de grande randonnée 532
  - Départ de l'HexaTrek
  - Chemins de Compostelle
  - Sentiers de randonnée locaux et régionaux

#### Commerces
- Commerces et services de proximité[62].
- L'entreprise Bruker fabrique des spectromètres et des appareils de résonance magnétique.

## Culture locale et patrimoine

### Lieux et monuments
- Château fort Saint-Paul[90]. Des 4 châteaux qui défendaient l'abbaye (aux points cardinaux), seul subsiste, au Nord, le château Saint-Paul. Antérieurement au château se situait au même emplacement une ferme abbatiale avec chapelle, plus tard transformée en prieuré puis en château fort.
- L'intersection du 49e parallèle nord et du 8e méridien à l'est de Greenwich se trouve sur le territoire de la commune (voir aussi le Degree Confluence Project).
- Synagogue la première datée de 1805, remplacée par une nouvelle en 1872 et détruite au cours de la Seconde Guerre mondiale. Une troisième fut construite après la guerre[91].
- Cimetières : cimetière de l'église paroissiale Saint-Ulrich, cimetière chrétien, cimetière juif[92],[93],[94].

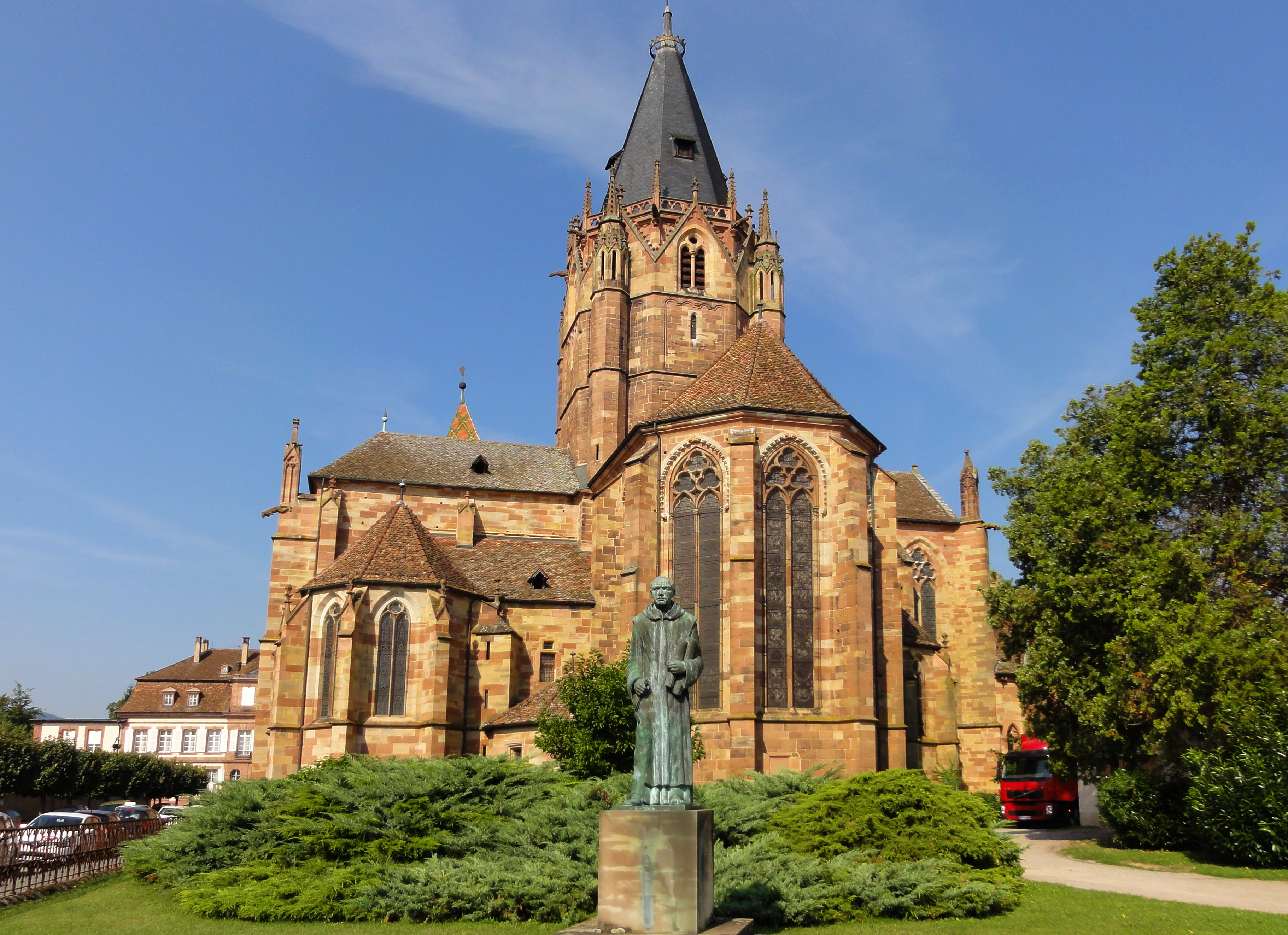
Église Saints-Pierre-et-Paul.
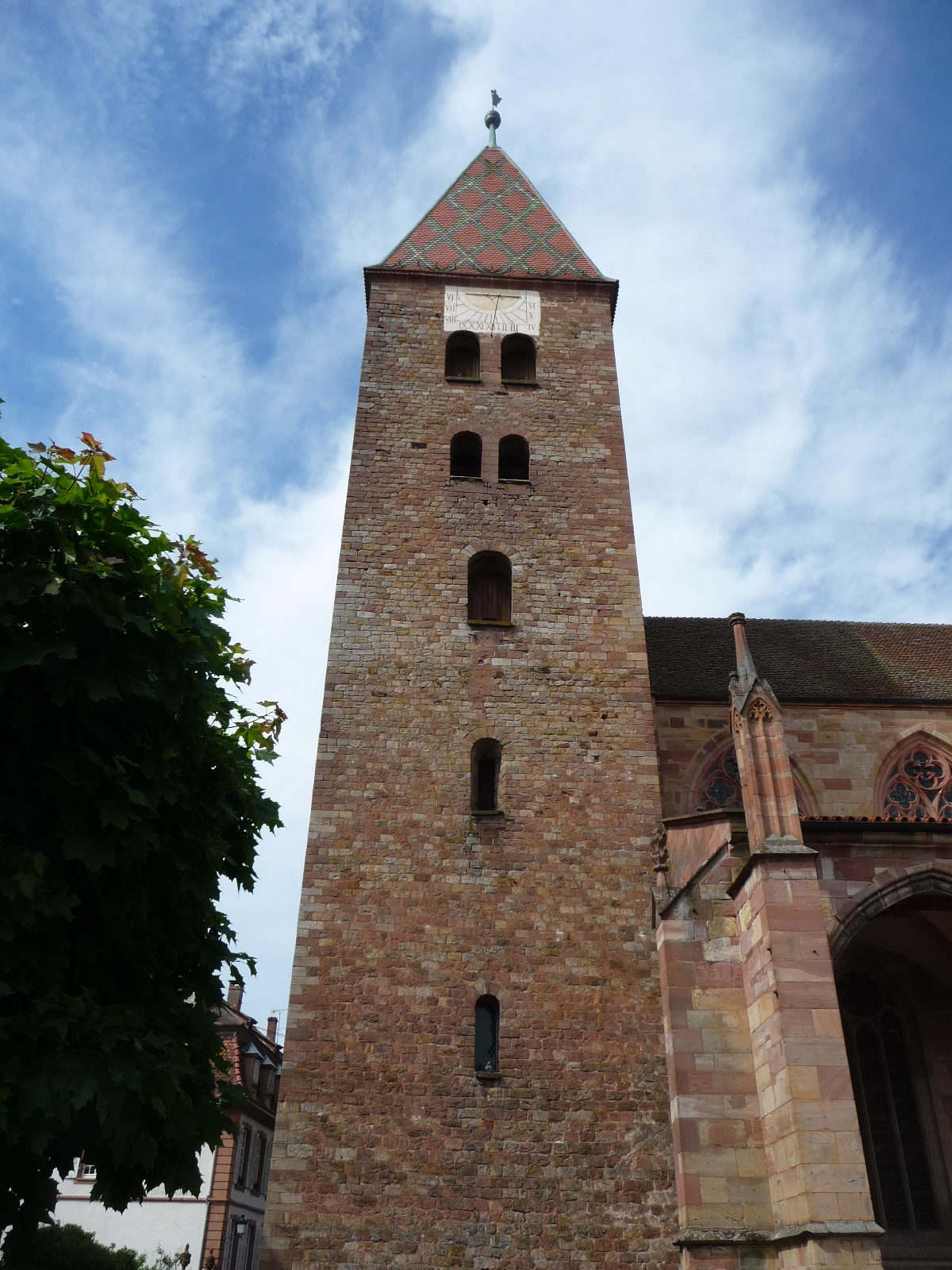
Tour romane de l'église Saints-Pierre-et-Paul.
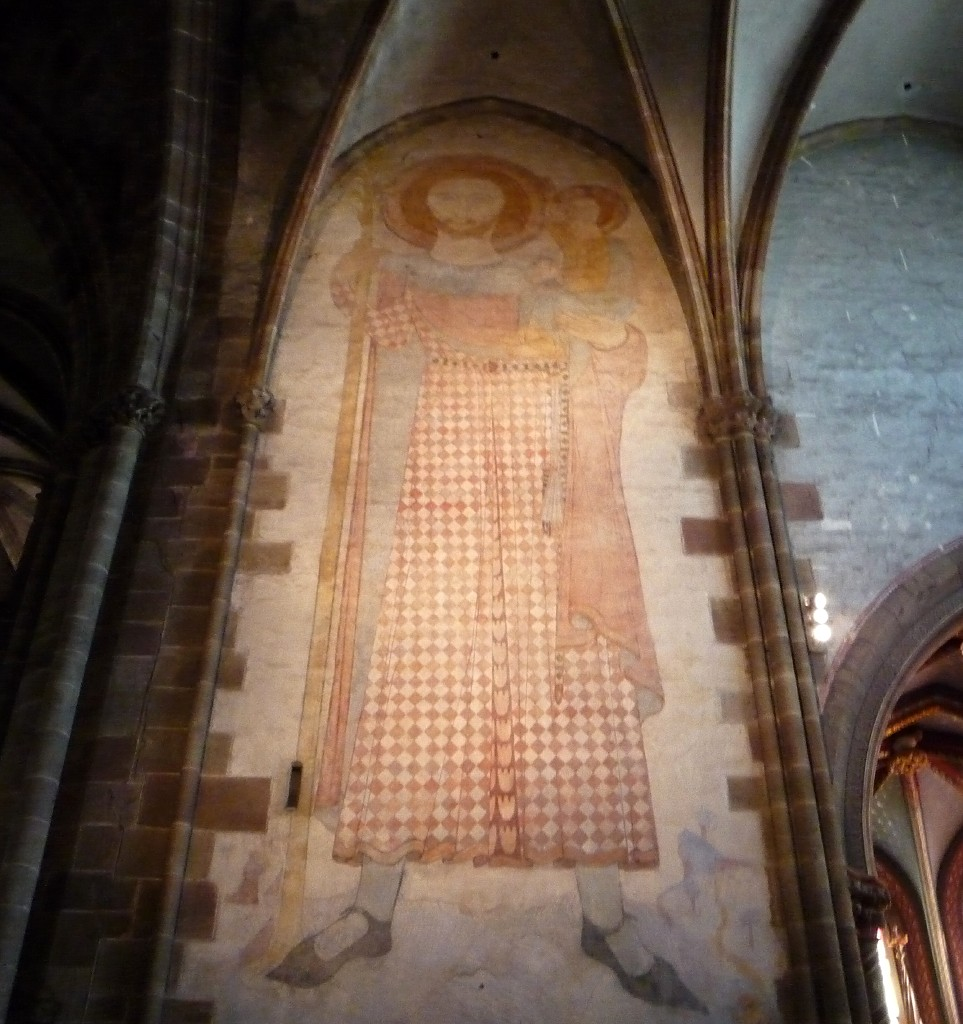
Fresque Saint Christophe tenant l'enfant Jésus dans ses bras (XIVe siècle).
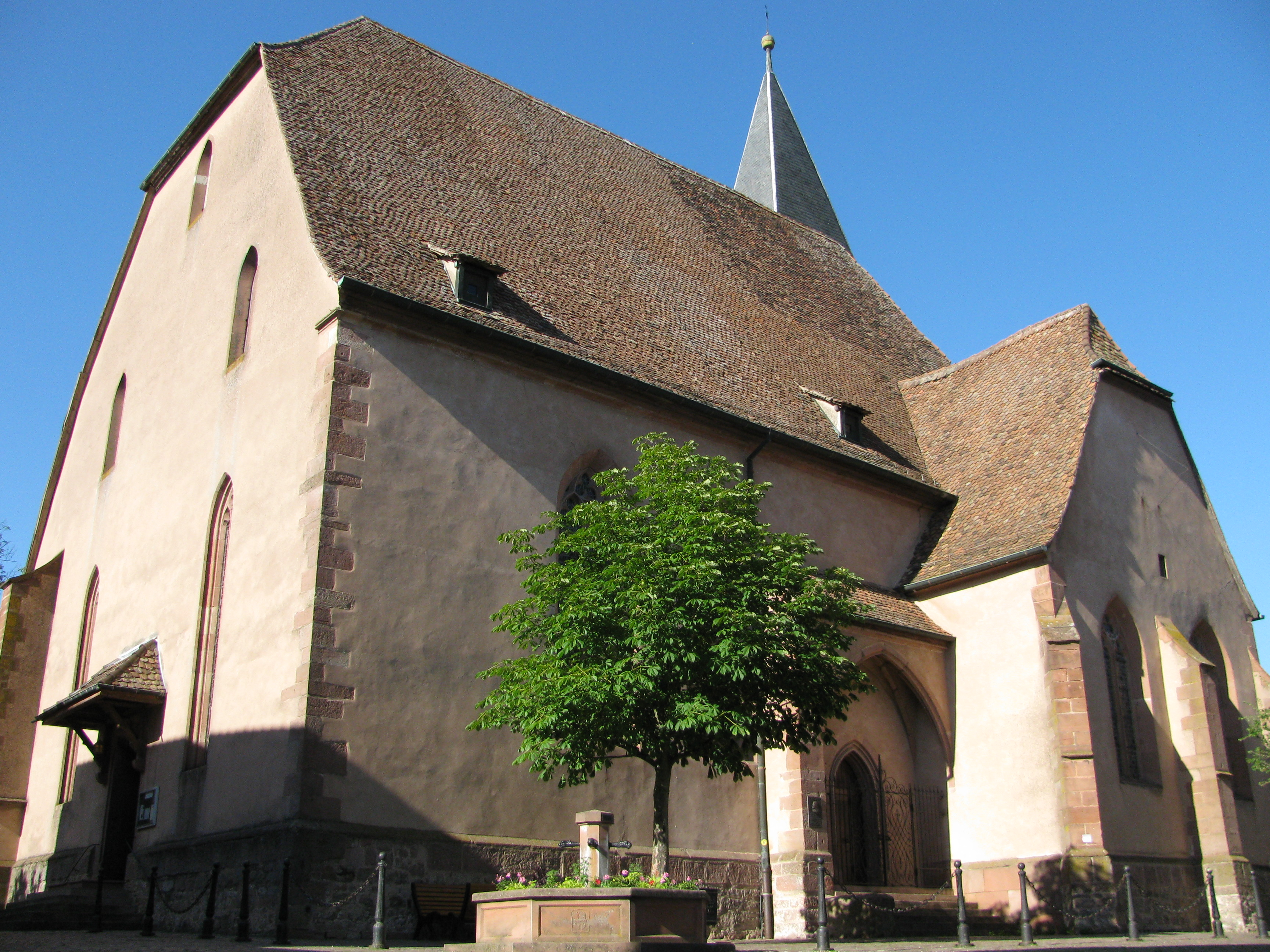
Église Saint-Jean.
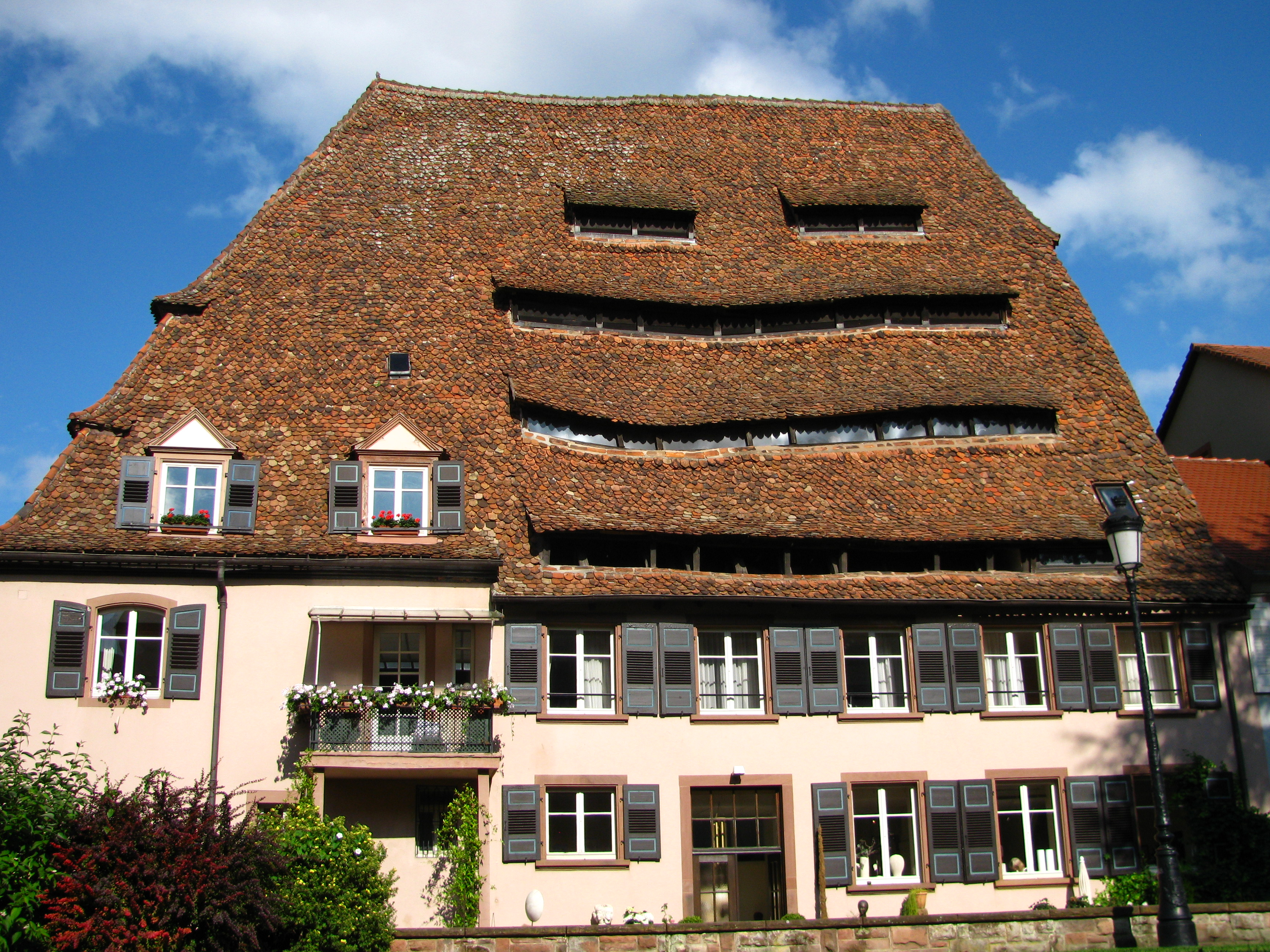
La maison du Sel.
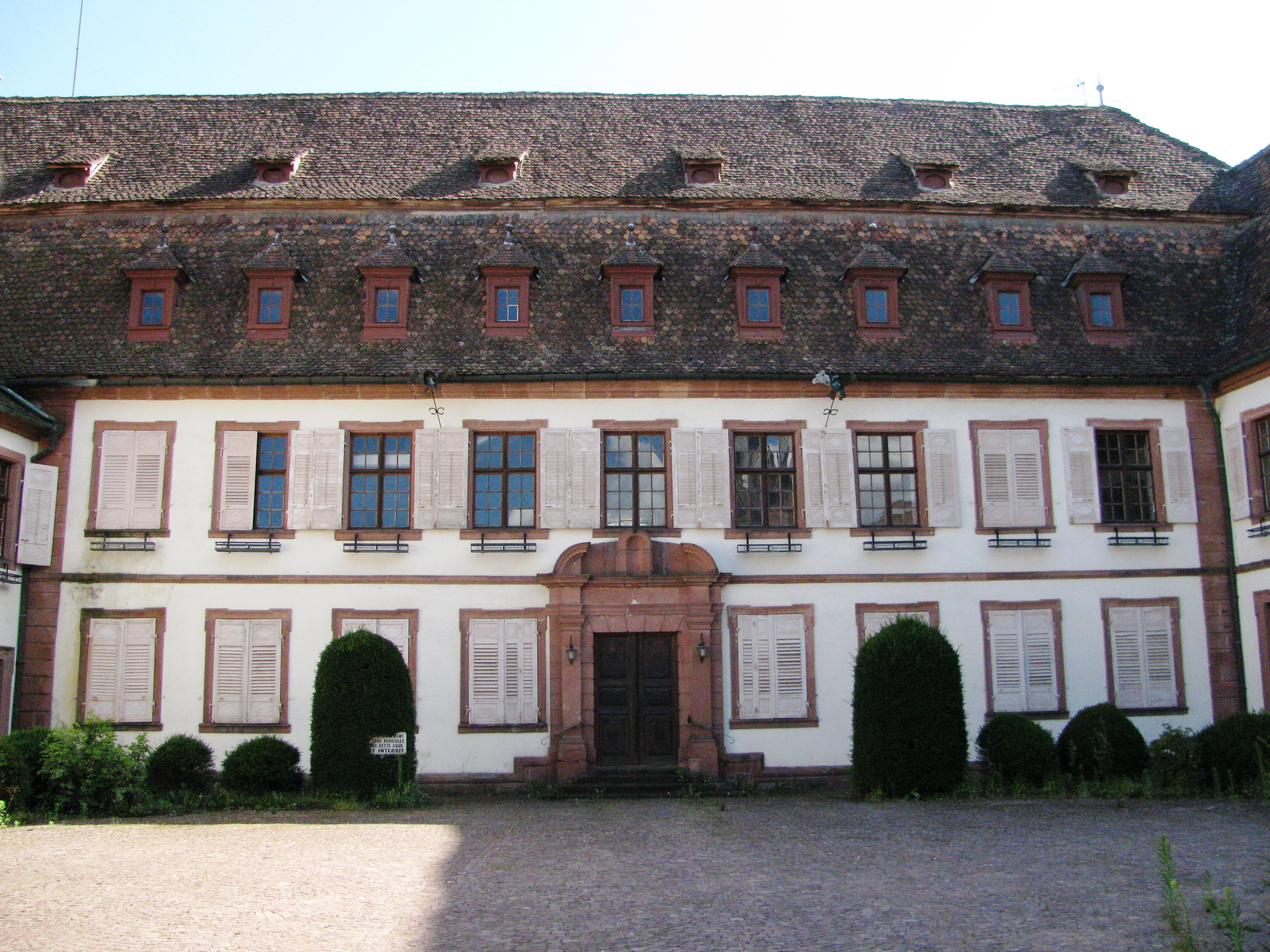
Hôtel Stanislas.
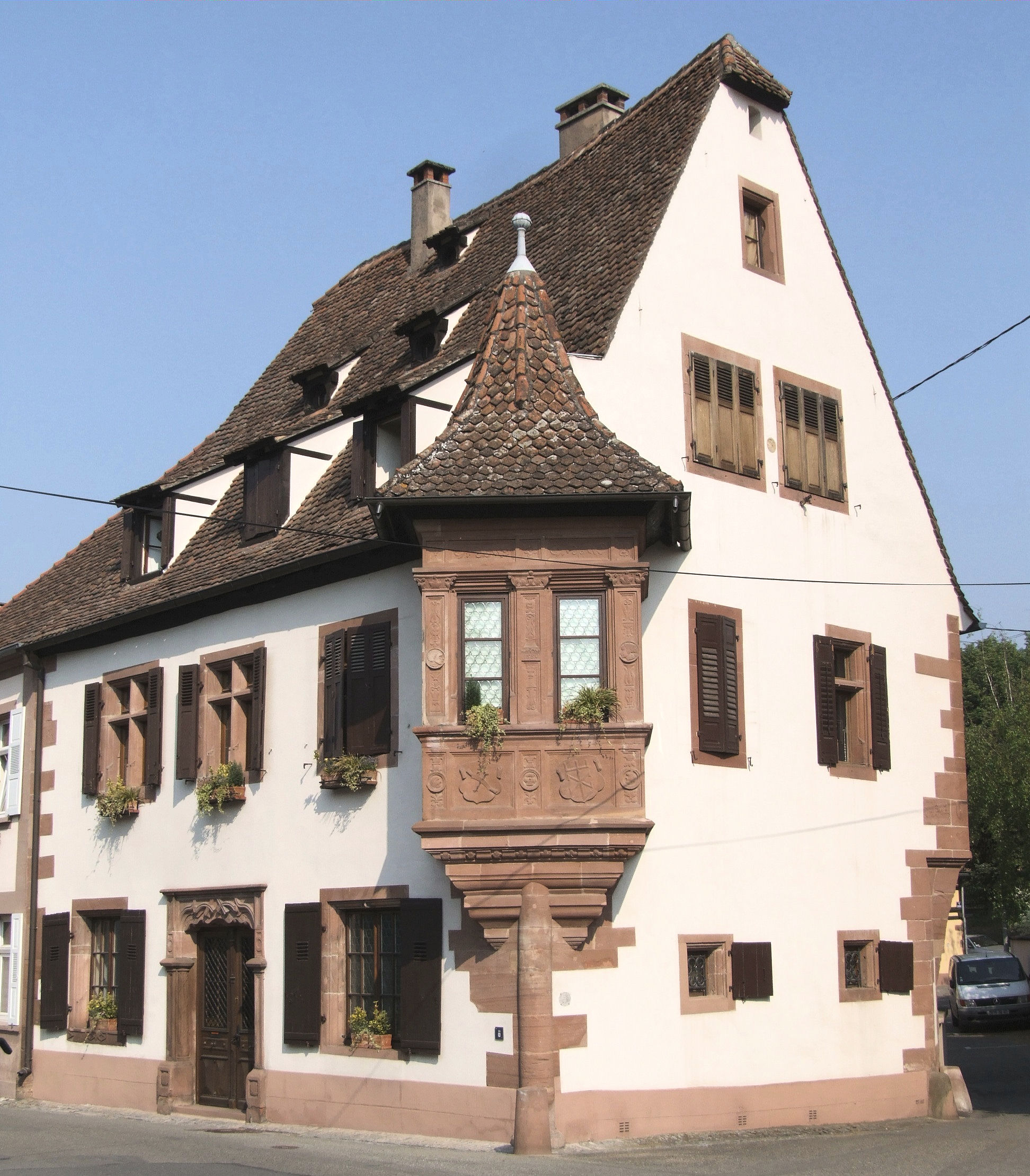
Maison dite de « l'ami Fritz ».
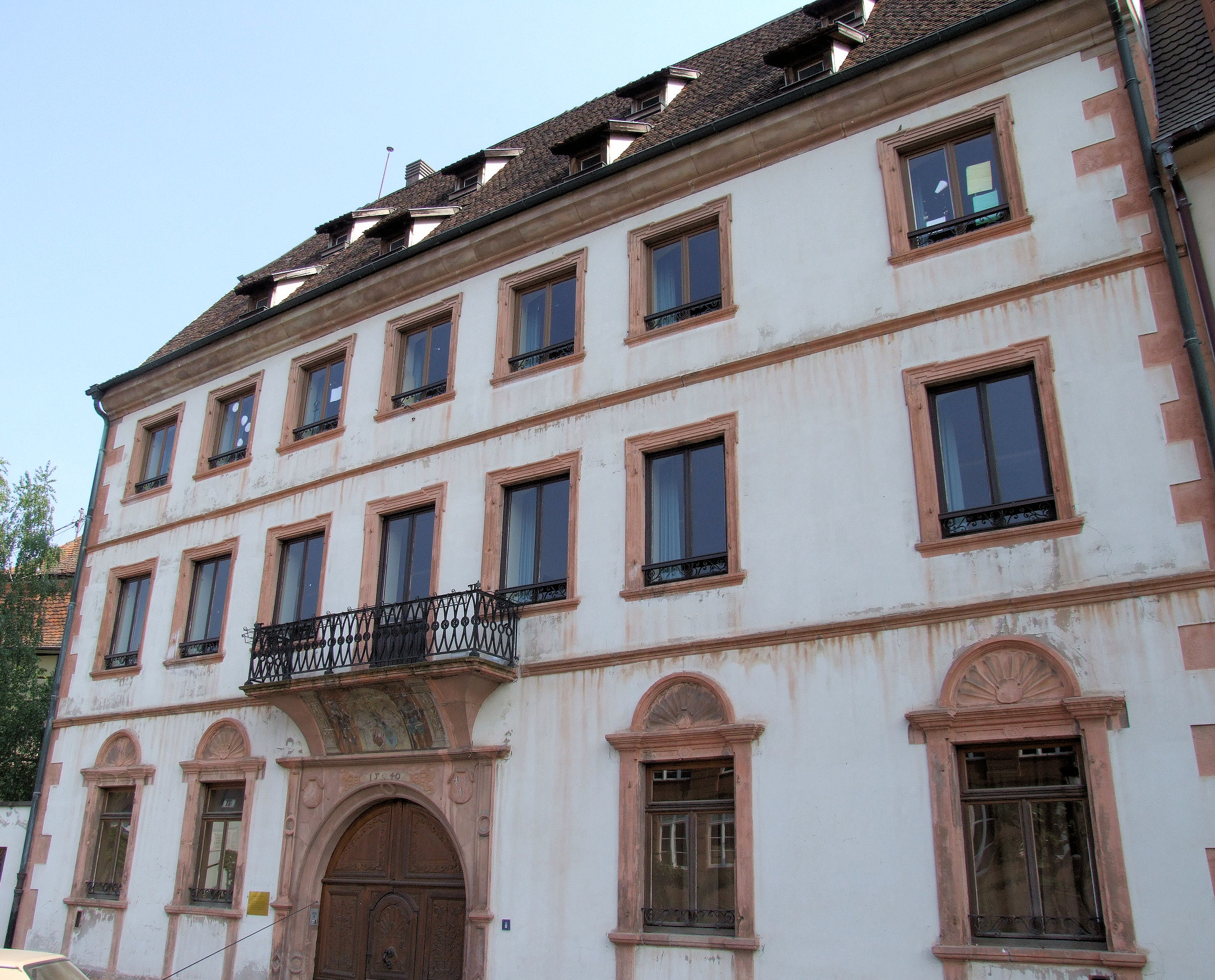
Maison Vogelsberger construite en 1540.
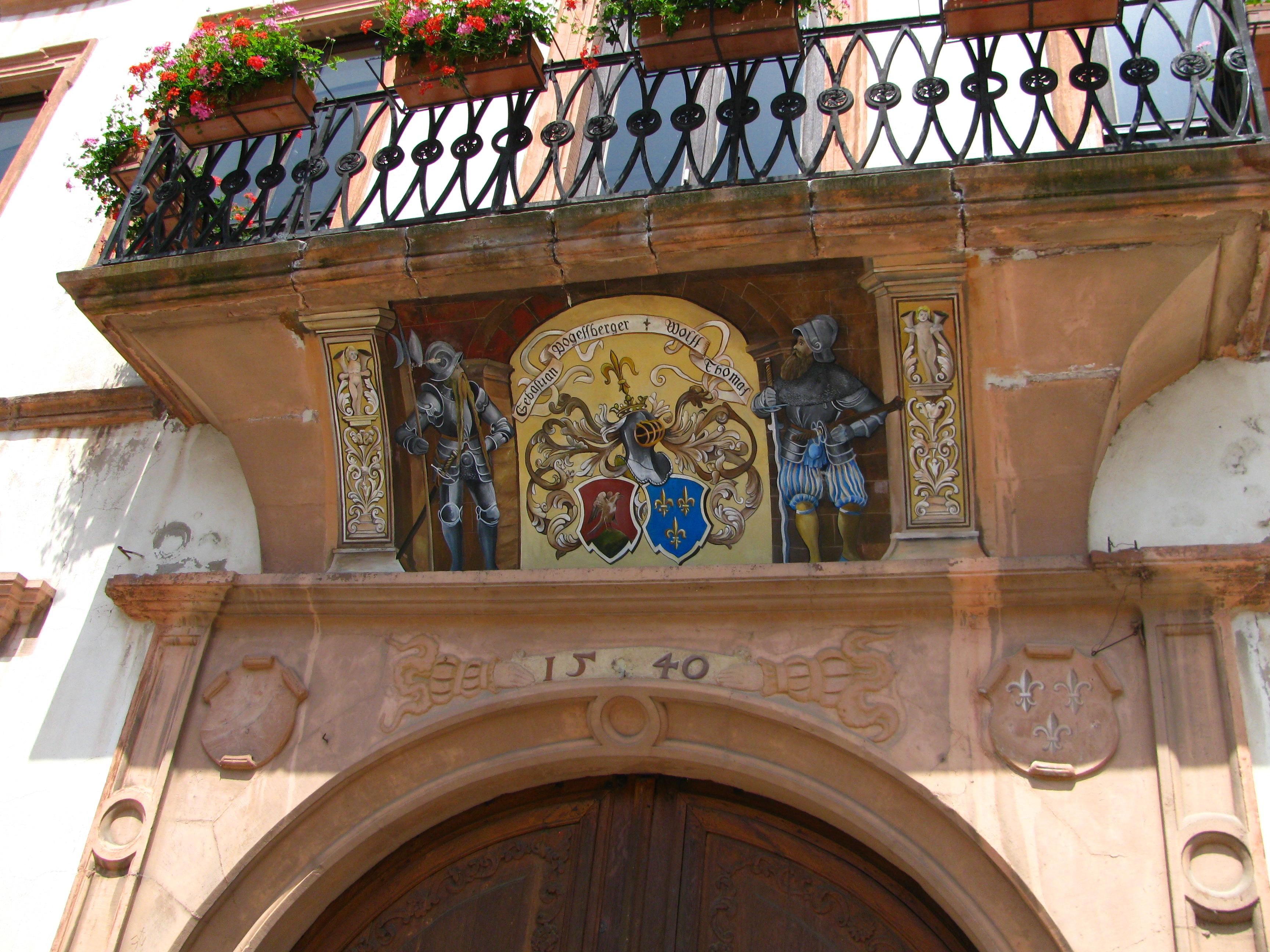
Détail de la maison Vogelsberger.
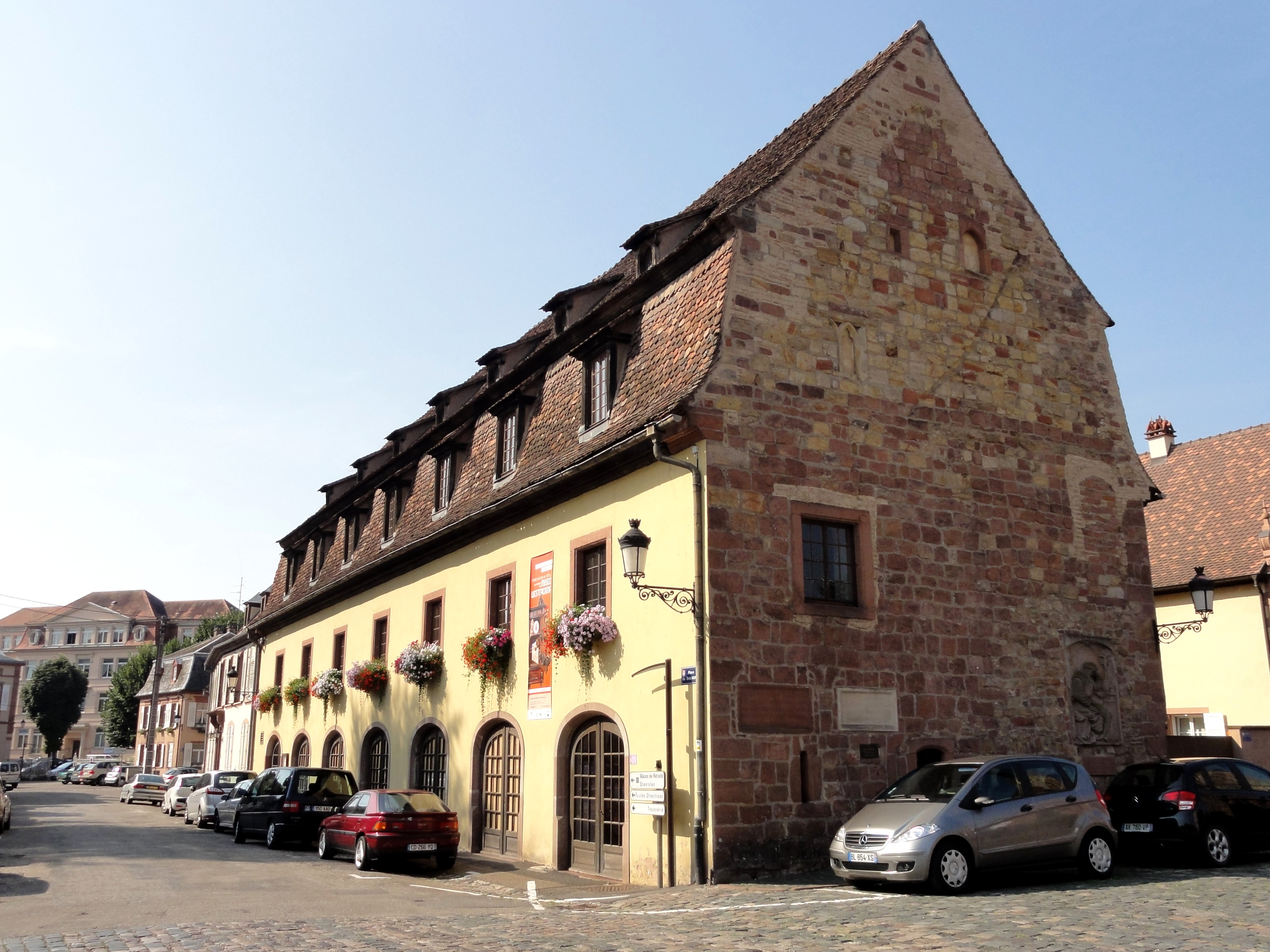
La grange aux Dîmes.
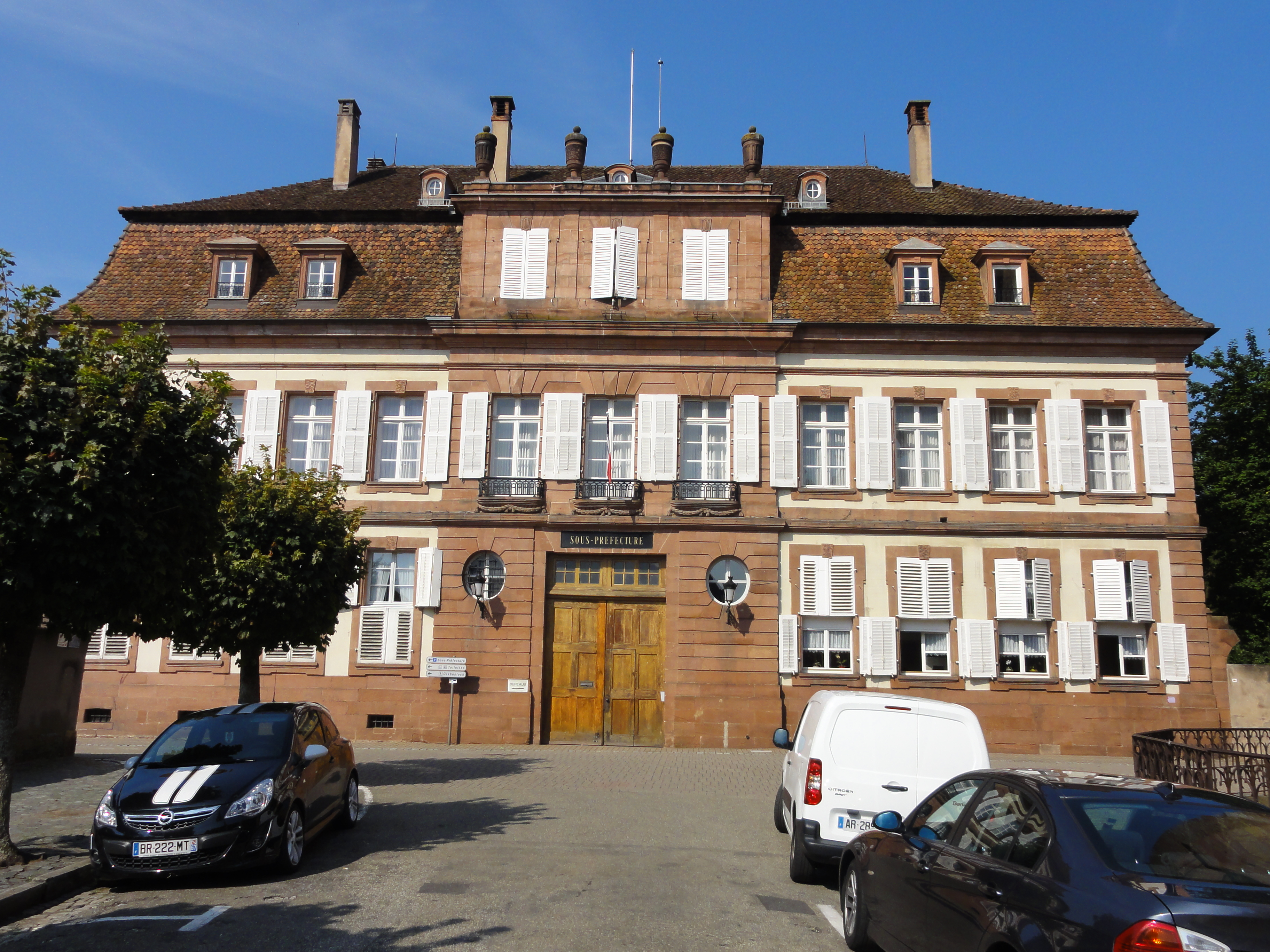
Sous-préfecture, ancien doyenné.
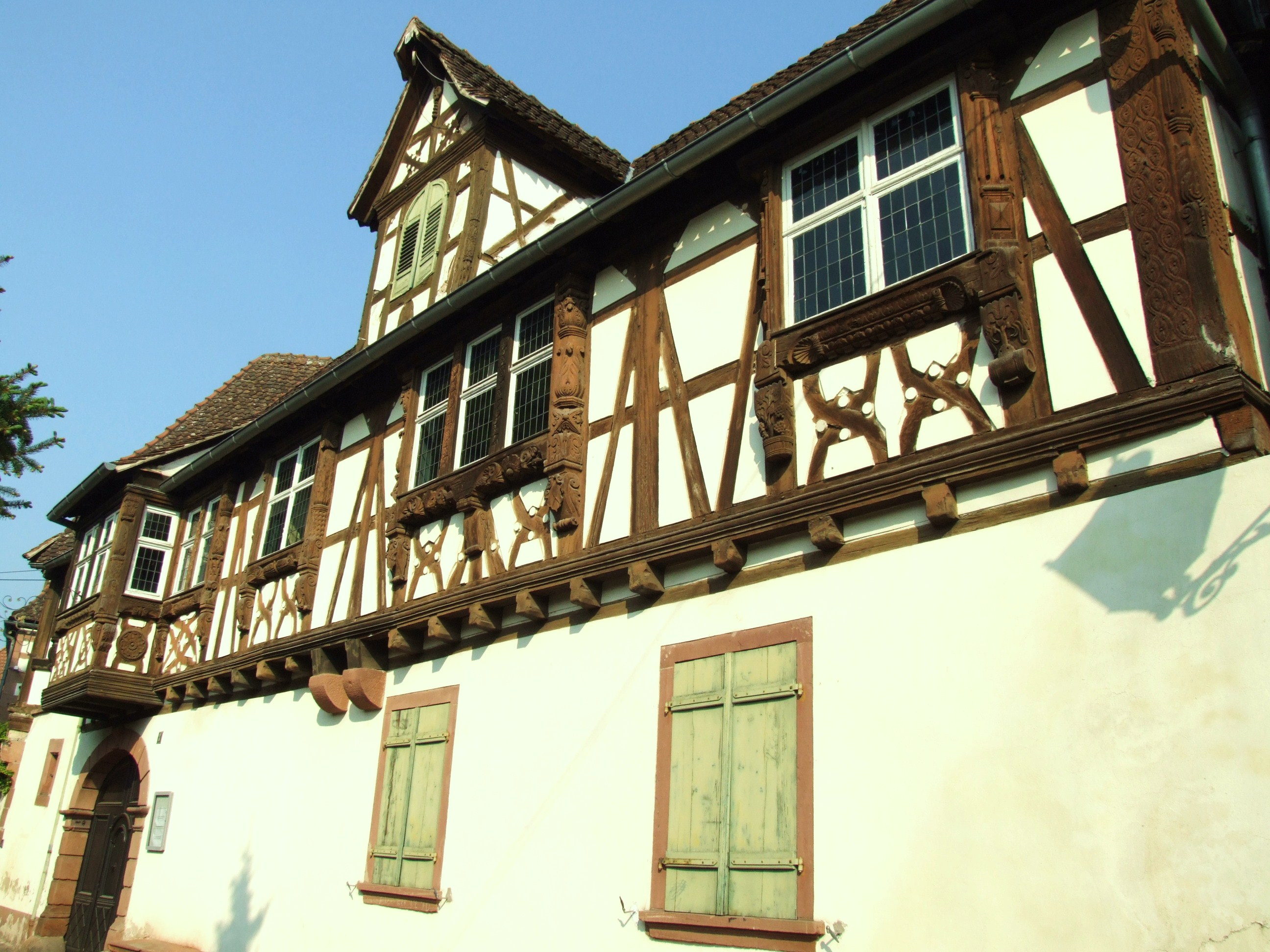
Musée Westercamp.

### Personnalités liées à la commune

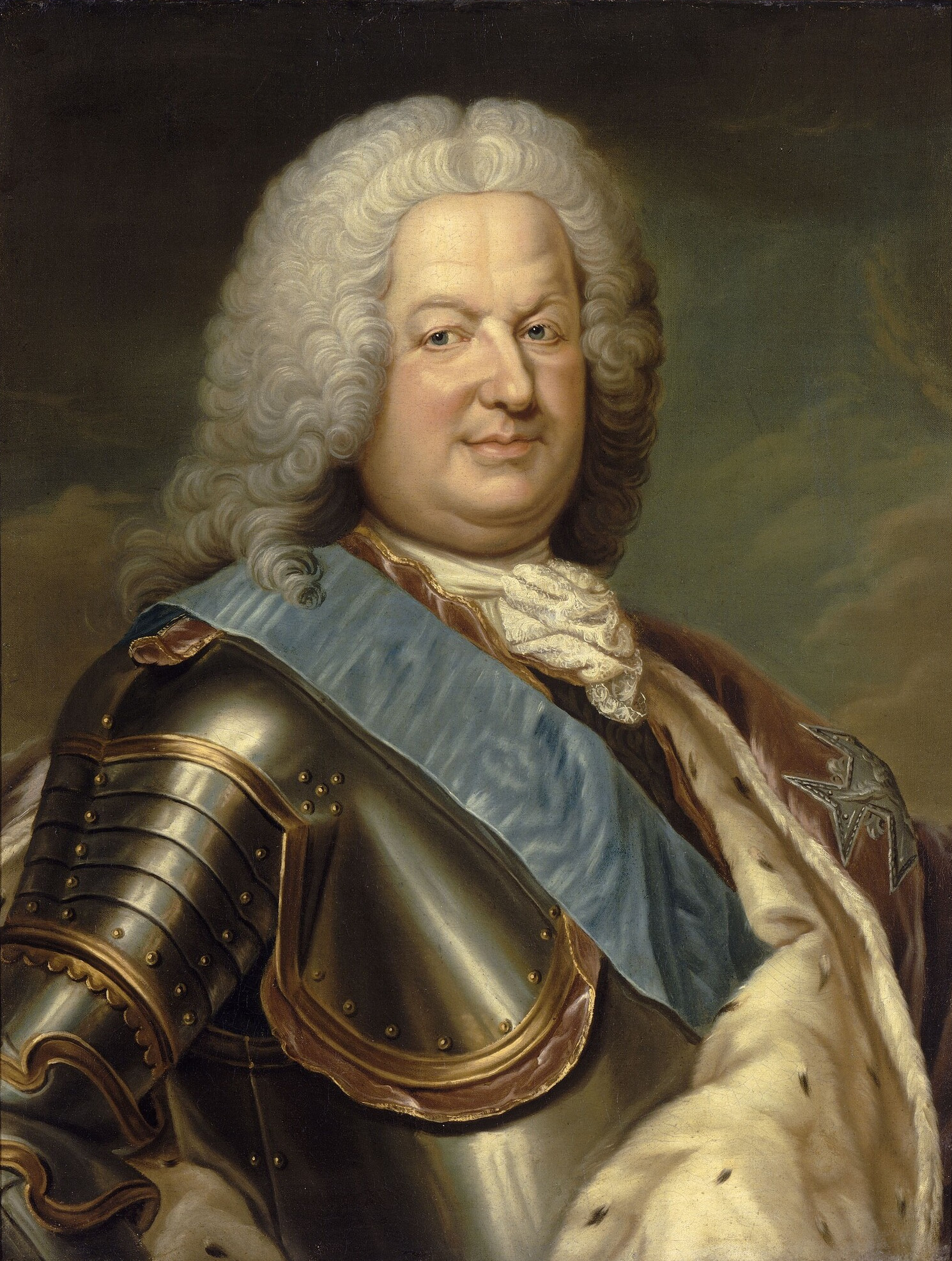
Stanislas Leszczyński, roi de Pologne.

- Le moine Otfried de Wissembourg (790–870), écrivain. Le collège de la ville porte aujourd'hui son nom.
- Stanislas Leszczyński, roi de Pologne de 1704 à 1709, s'exila à Wissembourg et y vécut de 1719 à 1725. Le lycée de la ville porte aujourd'hui son nom.
- Pierre-Paul Botta, général né à Wissembourg en 1741 et mort à Vannes en 1795.
- Jacob Job Elie (1746-1825), général ayant participé à la prise de la Bastille.
- Jean-Gotthard Grimmer (1749-1820), pasteur à Wissembourg puis député à la Convention nationale le 10 ventôse an III (28 février 1795) en remplacement de Philibert Simond.
- Ferdinand Daniel Marx (1761-1839), général de cavalerie français et baron du Premier Empire.
- Frédéric Michel Lajolais, général né à Wissembourg en 1765 et mort au château d'If en 1809.
- Georges Michel Léopold Labbé de Waudré, général né à Wissembourg en 1766 et mort à Toulouse en 1815.
- Louis Apffel (1777-1847), avocat, maire, conseiller général et amateur d'art, né à Wissembourg.
- Charles Westercamp (1799-1871), député du Bas-Rhin, né à Wissembourg.
- Jean Frédéric Wentzel (1807-1869) et l'Imagerie de Wissembourg.
- Louis Moll, agronome né à Wissembourg en 1809 et décédé en 1880.
- Joseph Guerber, écrivain et député protestataire, né à Wissembourg en 1824 et décédé en 1909.
- Philippe Gaspard Gauckler (1826-1905), ingénieur en génie civil, officier de la Légion d’honneur auteur de la formule de Gauckler-Manning-Strickler.
- Auguste Dreyfus (1827-1897), grand financier et homme d'affaires français.
- Joseph von Stichaner (1838-1889), Kreisdirektor à Wissembourg (monument au sud de la ville), président du Bas-Rhin.
- Ludwig Bossler (1838-1913), philologue allemand, botaniste alsacien et directeur de gymnasium Wissembourg 1871-1874.
- Charles-Emile Matthis travailla comme lithographe dès 1863 pour l'imprimerie Wentzel de Wissembourg[95].
- Charles Marbach (Karl Marbach) (1841-1916), évêque de Paphus et membre du clergé de Strasbourg de 1891 à 1901.
- Charles Mewès (1858-1914), architecte.
- Charles de Foucauld (1858-1916), explorateur et religieux, habita quelques années de son enfance à Wissembourg.
- Alexander zu Hohenlohe-Schillingsfürst, (1862-1924) député du Reichstag pour la circonscription électorale du Reichsland Elsaß-Lothringen 10 (Alsace-Lorraine) de 1893 à 1903, diplomate, éditeur, nommé citoyen d'honneur de Wissembourg en 1903.
- André Bloch (1873–1960), compositeur français.
- Heinrich Boell (1890–1947), musicien allemand organiste et chef de chœur.
- Oskar Joost (1898–1941), musicien allemand.
- Marie Gross née Krebs (1899-1964), résistante ayant permis l'évasion d'une soixantaine de prisonniers de guerre français pendant la Seconde Guerre mondiale.
- Götz Harbsmeier (1910–1979), théologien protestant allemand. Voir : Götz Harbsmeier.
- Paul Collowald (né en 1923 à Wissembourg), journaliste français.
- Jean-Pierre Hubert, écrivain et musicien né à Strasbourg en 1941 et décédé à Wissembourg en 2006.
- Gérard Collin-Thiébaut (né en 1946), artiste plasticien, vécu à Wissembourg de 1969 à 1975, au 5 rue Saint-Jean.
- Valérie Mischler, actrice et chanteuse française.
- Christophe Bouisse, acteur.
- Christophe Kern (né en 1981), cycliste français.
- Jean-François Kornetzky (né en 1982), gardien de but français.
- Pokey LaFarge, de son vrai nom Drew Heissler (né en 1983), chanteur de Bluegrass américain dont la famille est originaire de Wissembourg.
- David Ulm (né en 1984), footballeur français.
- Lydie Lescarmontier (née en 1985), glaciologue et auteure française.
- Ophélie Cyrielle Etienne (née en 1990), médaillée de bronze aux Jeux Olympiques de Londres en 2012 (natation).
- Médaillés de Sainte-Hélène[96].

### Héraldique

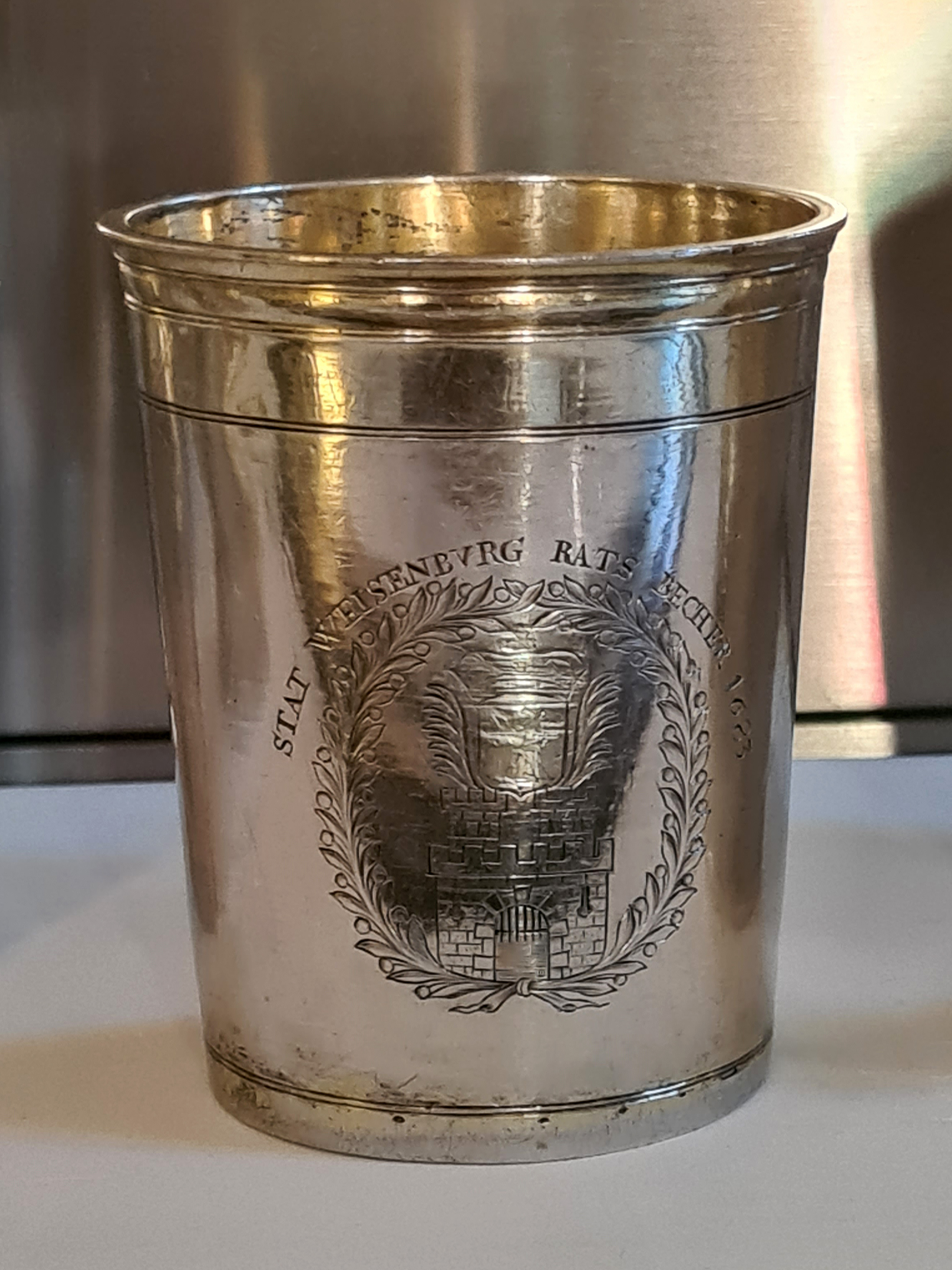
Gobelet de magistrat aux armes de Wissembourg (Michael Widder, 1695).

| Blason de Wissembourg | Blason  | De gueules au château coulissé d'argent, ouvert du champ, ajouré et maçonné de sable.                        |
| Blason de Wissembourg | Détails | |
| Blason de Wissembourg | Alias   | D'argent à un fer à cheval de sable. Blason du village d`Altenstadt qui a fusionné avec Wissembourg en 1975. |